# Jayant Narlikar
Jayant Vishnu Narlikar (Colhapur, 19 de julho de 1938 – Pune, 20 de maio de 2025) foi um astrofísico indiano que desenvolveu com Sir Fred Hoyle o teorema Hoyle–Narlikar. Recebeu os prêmios Maharashtra Bhushan e o prêmio Indira Gandhi da Academia Nacional de Ciências da Índia.

## Pesquisa
A pesquisa de Narlikar envolveu o princípio de Mach, cosmologia quântica e física de ação à distância. Insatisfeito com o modelo padrão de cosmologia do Big Bang, Narilkar investigou modelos alternativos, um campo conhecido como cosmologia não padrão.
Com Fred Hoyle, ele propôs um modelo de gravidade conforme agora conhecido como teoria de Hoyle-Narlikar, que tentou produzir uma teoria alternativa da gravidade que fosse consistente com o princípio de Mach. Ele propõe que a massa inercial de uma partícula é uma função das massas de todas as outras partículas, multiplicada por uma constante de acoplamento, que é uma função do tempo cósmico. A teoria não foi aceita pela cosmologia convencional.
Narlikar colaborou com outros críticos da cosmologia do Big Bang, incluindo Halton Arp, Geoffrey Burbidge, Hoyle e Chandra Wickramasinghe. Em 1993, Hoyle, Burbidge e Narlikar propuseram o modelo cosmológico de estado quase estacionário.  Esse modelo era incompatível com a expansão acelerada do Universo, descoberta em 1997, então Narilkar propôs outro modelo em 2002. Esses modelos alternativos de cosmologia não receberam amplo apoio.
Narlikar trabalhou com Wickramasinghe, Hoyle e outros colaboradores em um voo de balão de alta altitude que coletou amostras de microrganismos da estratosfera, em altitudes de até 41 km.

## Títulos honoríficos
- 1960: Medalha Tyson
- 1962: Prêmio Smith
- 1967: Prêmio Adams
- 1996: Prêmio Kalinga
- 2004: Prêmio Jules Janssen
- 2004: Padma Vibhushan

## Morte
Narlikar morreu no dia 20 de maio de 2025, aos 86 anos.